# 3 Близнецов
3 Близнецов (лат. 3 Geminorum), PU Близнецов (лат. PU Geminorum), HD 42087 — тройная звезда в созвездии Близнецов на расстоянии приблизительно 6 765 световых лет (около 2 075 парсек) от Солнца.

## Характеристики
Первый компонент (HD 42087A) — бело-голубой сверхгигант, пульсирующая переменная звезда типа Альфы Лебедя (ACYG) спектрального класса B1, или B2,5, или B2,5Ibe, или B3Ia, или B4Ia, или OB. Видимая звёздная величина звезды — от +5,82m до +5,78m. Масса — около 21 солнечных, радиус — около 55 солнечных, светимость — около 129000 солнечных. Эффективная температура — около 16500 К.
Второй компонент (HD 42087B). Видимая звёздная величина звезды — +9,9m. Удалён на 0,5 угловой секунды.
Третий компонент (UCAC3 227-50526) — жёлто-белая звезда спектрального класса F. Видимая звёздная величина звезды — +14,4m. Радиус — около 1,98 солнечного, светимость — около 5,628 солнечных. Эффективная температура — около 6319 К. Удалён на 18,4 угловых секунды.